# Луїза Стоукс
Луїза Мей Стоукс Фрейзер (27 жовтня 1913 — 25 березня 1978) — американська спортсменка з легкої атлетики.

## Біографія
Легкоатлетка народилася в Мальдені, штат Массачусетс, 27 жовтня 1913 року в сім'ї садівника Вільгельма та домогосподарки Мері Уеслі Стоукс. Луїза була старшою з шести дітей. Вона почала бігати, будучи студенткою Beebe Junior High, де був центр для баскетбольної команди. У 1930 році одна з її товаришів по команді, Кетрін Роблі, вражена швидкістю Луїзи, запропонувала Стоукс приєднатися до неї в Onteora Track Club, спонсор якого, спеціальний уповноважений Мальденського парку Уільям Х. Куайн, знав про репутацію Стоукс. Незабаром Луїза почала перемагати у спринтах та стрибках.
Молодша в середній школі Мальдена в 1931 році, Стоукс виграла Кубок Джеймса Майкла Керлі за найкращий виступ жінок до Дня мера, включаючи рекорд Нової Англії за 12,6 секундний біг на 100 метрів. У грудні того ж року вона встановила світовий рекорд серед жінок зі стрибків у довжину на відстань 2,6 метрів. У 1932 р. на Олімпійських іграх у США вона посіла третє місце у естафеті 4 × 100 метрів, зробивши її та Тіді Пікетт першими афро-американськими жінками, які були обрані на Олімпіаду. У Лос-Анджелесі Стоукс отримала угоду на фільм зірки Джанет Гейнор.
Луїза продовжувала бігати, і на Олімпійських іграх у США 1936 року вона знову змагалася на 100-метрівці, вигравши і свій півфінал. Вона лідирувала у фіналі, доки рокова помилка не підштовхнула її назад. Проте було досить добре стати частиною естафети 4 х 100 метрів. У рідному місті Стоукс зібрано 680 доларів, щоб вона могла змагатися в Берліні. Незважаючи на те, що Луїза не змагалася на Олімпійських іграх, її все ж привітали як героя в Мальдені.
Стоукс розглядала можливість змагатися на Олімпіаді 1940 року до її скасування через Другу світову війну. В 1941 році вона заснувала Кольорову жіночу лігу з боулінгу, і протягом наступних трьох десятиліть здобула багато винагород. У 1944 році вона вийшла заміж за Карибського гравця в крикет Вільфреда Фрейзера і народила сина Вільфреда-молодшого, а також вдочорила дівчинку Ширлі. З 1957 по 1975 рр. Луїза працювала діловодом департаменту корпорацій та оподаткування штату Массачусетс. Вона померла 25 березня 1978 р.
У Мальдені побудували будинок у парку Рузвельта та статую у високому подвір'ї Мальдена, названих на її честь.